# Englevale (Dakota del Norte)
Englevale es un lugar designado por el censo ubicado en el condado de Ransom en el estado estadounidense de Dakota del Norte. En el censo de 2010 tenía una población de 40 habitantes y una densidad poblacional de 10,39 personas por km².

## Geografía
Englevale se encuentra ubicado en las coordenadas 46°23′28″N 97°54′14″O / 46.39111, -97.90389. Según la Oficina del Censo de los Estados Unidos, Englevale tiene una superficie total de 3.85 km², de la cual 3.85 km² corresponden a tierra firme y (0%) 0 km² es agua.

## Demografía
Según el censo de 2010, había 40 personas residiendo en Englevale. La densidad de población era de 10,39 hab./km². De los 40 habitantes, Englevale estaba compuesto por el 100% blancos, el 0% eran afroamericanos, el 0% eran amerindios, el 0% eran asiáticos, el 0% eran isleños del Pacífico, el 0% eran de otras razas y el 0% pertenecían a dos o más razas. Del total de la población el 0% eran hispanos o latinos de cualquier raza.